# Jakob Schwerdtfeger
Jakob Schwerdtfeger (* 10. April 1988 in Hannover) ist ein deutscher Stand-up-Comedian, Autor, Kunsthistoriker, Moderator und Freestyle-Rapper.

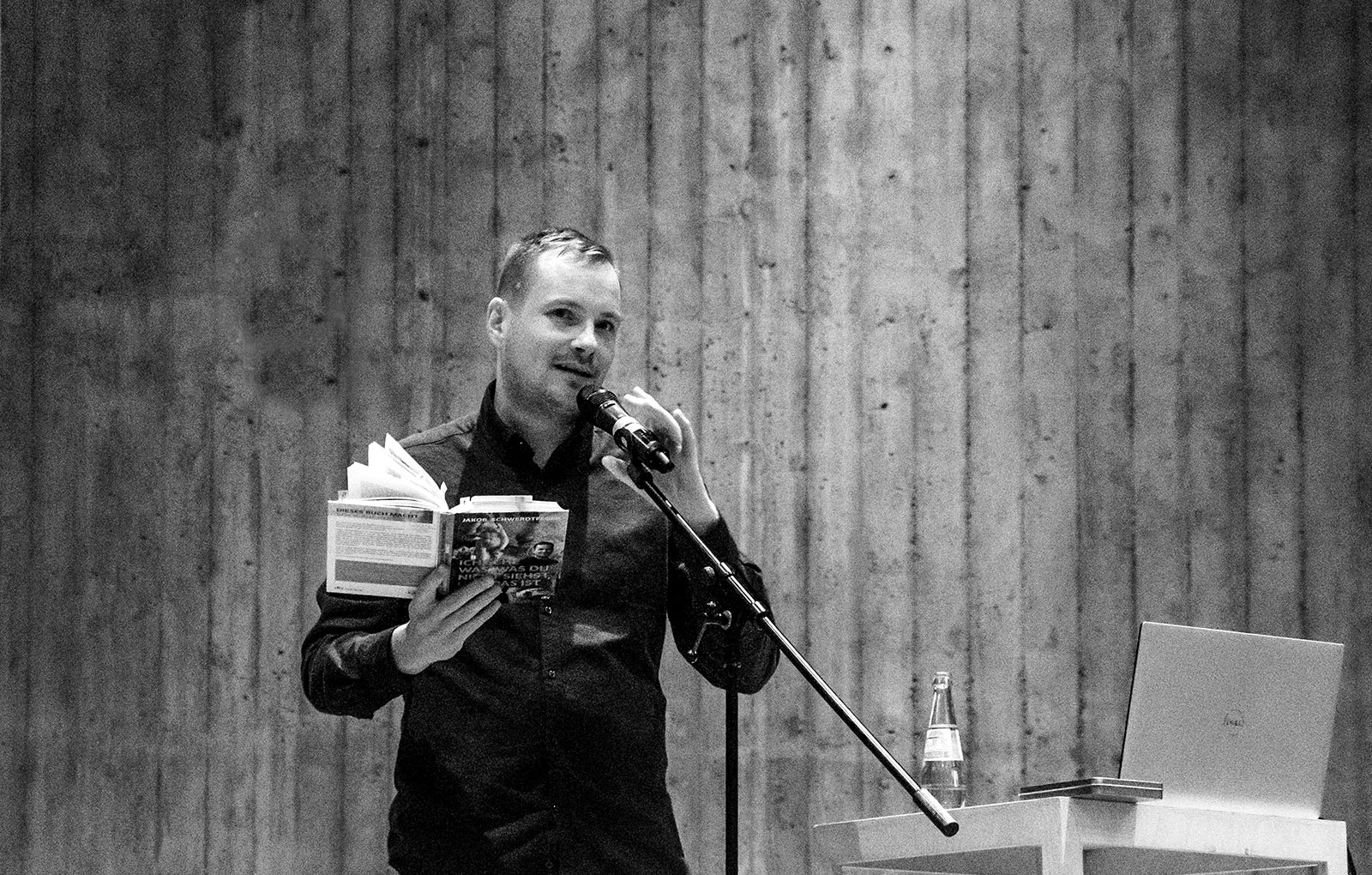
Jakob Schwerdtfeger. Am 12. Oktober 2023 in Duisburg im Lehmbruck Museum. Lesung aus „Ich sehe was, was du nicht siehst, und das ist Kunst“.

## Wirken
Schwerdtfeger studierte Kunstgeschichte und arbeitete einige Jahre lang im Städel-Museum in Frankfurt im Bereich der Kunstpädagogik. 2015 erhielt ein digitales Projekt rund um die Kunst Claude Monets, an dem Schwerdtfeger mitgearbeitet hatte, den Grimme Online Award. Unter dem Pseudonym Jey Jey Glünderling nahm Schwerdtfeger ab 2012 regelmäßig an Poetry Slams teil und konnte sich mehrfach für diverse Meisterschaften auf lokaler und nationaler Ebene qualifizieren. Auch als Rapper tritt er in Erscheinung und nahm einige Male bei Rap am Mittwoch sowie der Battlemania Champions League (BMCL) teil. Seit 2018 tritt er, wieder mit seinem bürgerlichen Namen, hauptsächlich auf Stand-up-Bühnen auf. Dort widmet er sich häufig der Kunstgeschichte als Thema, ebenso in seinem YouTube-Format sowie in seinem Podcast „Künstlerisch wertvoll“. Mit „Kunstsnack“ hat er einen weiteren Podcast, in dem er für die Staatliche Kunsthalle Karlsruhe über wichtige Exponate der Kunsthalle spricht. Im Rahmen von ARD Kultur moderierte er die Sendung „Ich sehe was, was du nicht siehst“, die im HR ausgestrahlt wurde. Für den Hessischen Rundfunk moderierte er die Reihe "Kunst to Go". In weiteren TV-Sendungen wie „Olafs Klub“ (MDR), Vereinsheim Schwabing (BR), DAS! (NDR), Volle Kanne (ZDF) oder „Fröhlich lesen“ (MDR) war er als Gast zu sehen. 2023 erschien sein Buch Ich sehe was, was du nicht siehst, und das ist Kunst im dtv Verlag. Es erreichte Platz 16 in der Spiegel-Bestsellerliste. Mit der dazugehörigen Leseshow war Schwerdtfeger in Museen deutschlandweit auf Tour. Darunter die Hamburger Kunsthalle, Staatsgalerie Stuttgart, der Kunstpalast Düsseldorf, das Wallraf-Richartz-Museum und das Sprengel Museum Hannover. Im Januar 2025 kuratierte er in Viersen die Ausstellung "It's a Match" mit Fotos von Felix Krämer.
Schwerdtfeger lebt und arbeitet in Frankfurt am Main.

## Programme
- 2019: Sex & Kunst (Duo-Show mit Lara Ermer)
- 2020: Ein Bild für die Götter
- 2023: Ich sehe was, was du nicht siehst, und das ist Kunst
- 2024: Meisterwerk

## Auszeichnungen
- 2015: Vizemeister beim Hessenslam in Frankfurt
- 2015: Grimme Online Award fürs Digitorial „Monet und die Geburt des Impressionismus“
- 2018: Sieg beim Bunker Slam Finale in der Elbphilharmonie
- 2019: Vizemeister beim Hessenslam in Friedberg
- 2021: Bielefelder Kabarettpreis (2. Platz)
- 2021: Leipziger Kupferpfennig[10] (1. Platz)
- 2024: Lüdenscheider Lüsterklemme[11] (1. Platz)
- 2025: Weinstädter Reblaus[12]

## Veröffentlichungen
- Traumberuf Marktschreier: Slams & Stories. weissbooks, 2017, ISBN 978-3-86337-121-0.
- Ich sehe was, was du nicht siehst, und das ist Kunst. dtv, 2023, ISBN 978-3-423-28375-5.